# 더 뉴데이

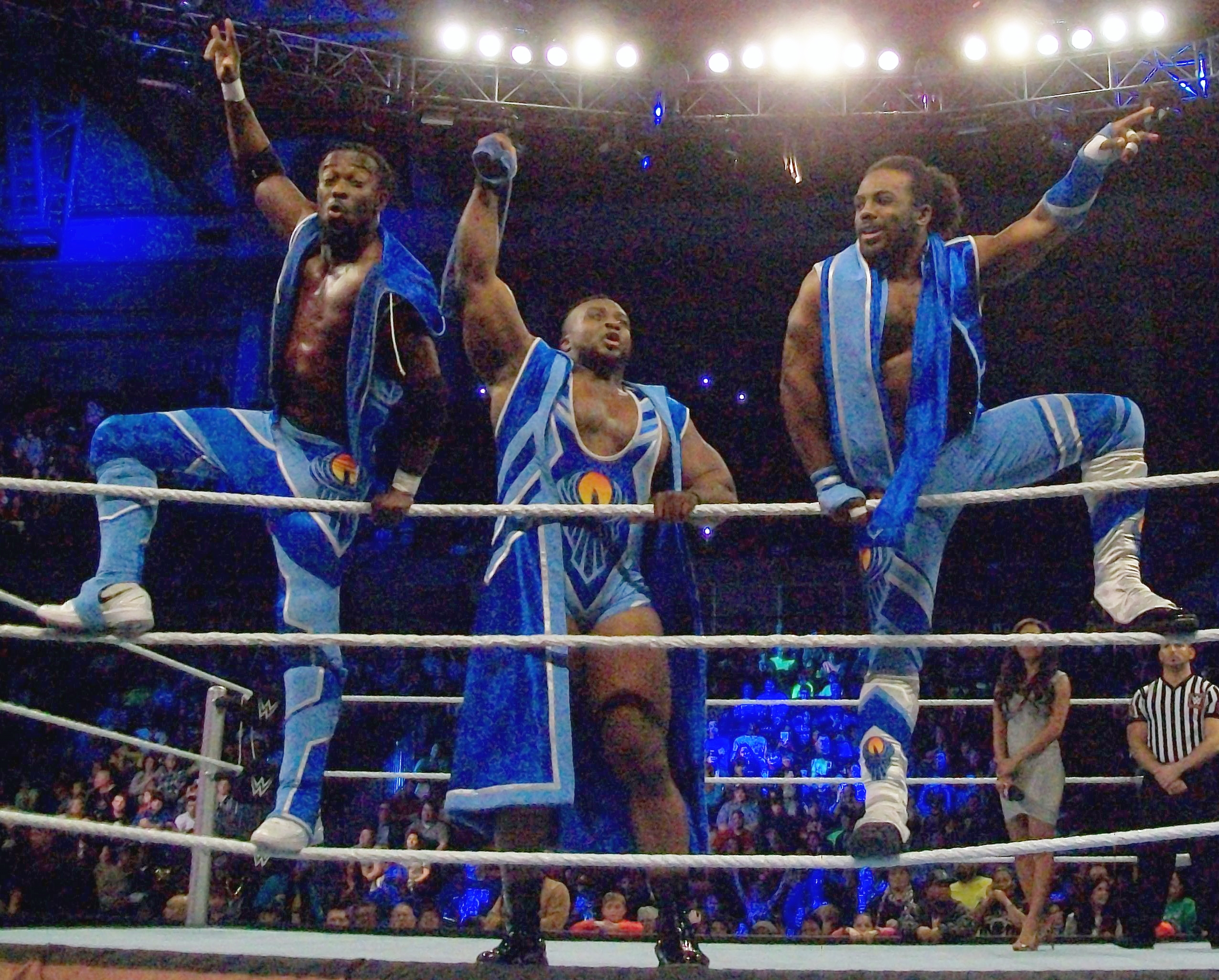
2015년 더 뉴데이의 모습

뉴 데이(New Day)는 2014년 7월 21일부터 활동 중인 WWE의 개그성을 지닌 스테이블이다. 코피 킹스턴, 빅 E, 재비어 우즈의 3인조로 구성되어 있다. WWE가 제작한 시리얼인 부티 오즈(Booty O's)와 아이스크림인 뉴 데이 팝스(New day Pops)를 모델하여 직접 상품 관리를 하고 있다.
결성초기에는 선역이었지만 2015년 중반부터 악역으로 전환하였으나, 2016년 3월 12일부터는 선역으로 다시 돌아온다. 또 WWE RAW 2016년 7월 4일에 더 와이엇 패밀리와 대립으로 그는 위험할 것 같다는 이유로 재비어 우즈는 더 뉴데이에서 퇴장을 해버린다. 약간은 해체를 할 것으로 보이지만 다시 합쳤다. 다만 다음날 빅 E가 루크 겔로우스 & 칼 앤더슨에게 부상을 당했지만 더 뉴데이는 섬머슬램에서 빅 E가 깜짝출현해 타이틀을 지켜낸다 뉴데이는 현재 WWE 태그팀 챔피언 2회 그리고 RAW 태그팀 챔피언쉽을 보유했으며 2016 클래쉬 오브 챔피언스에서 루크 겔로우스 & 칼 앤더슨에게 승리를 거두며 타이틀 방어에 성공했다. 그러나 서바이벌 시리즈에서는 별 활약 없이 탈락하였다. 이후 12월 18일 진행된 로드블럭에서 세자로와 셰이머스에게 경기를 내주면서 챔피언벨트마저 잃게 되었다. 또 방어전에서도 승리를 거두지 못해 도전권마저 사라졌고 현재 스맥다운로 이적하였고 우소 형제와 대립중이다. 7월 23일 진행되었던 WWE 배틀그라운드에서 우소 형제를 이기고 WWE 스맥다운 태그팀 챔피언십 벨트를 획득하였다.

## 레슬링
- 레슬링 기술
  - 빅 E

- -     - 빅 엔딩(오버 더 숄더 커터), 런닝 스플래쉬

- - 코피 킹스턴

- -     - 트러블 인 파라다이스(점핑 코크스크류 라운드하우스 킥), SOS(란헤이)

- - 재비어 우즈

- -     - 로스트 인 우즈(인버티드 스톰프 페이스브레이커), 샤이닝 위자드, 리미트 브레이크(로프워크 다이빙 엘보우 드롭)